# Mount Seedsman
Mount Seedsman är ett berg i Antarktis. Det ligger i Östantarktis. Australien gör anspråk på området. Toppen på Mount Seedsman är 1 581 meter över havet.
Terrängen runt Mount Seedsman är huvudsakligen lite kuperad. Trakten är obefolkad. Det finns inga samhällen i närheten. 